# Henry Arland
Pour les articles homonymes, voir Arland.
Henry Arland, de son vrai nom Heinz Mühlbauer (né le 2 septembre 1945 à Planegg) est un musicien de schlager allemand.

## Biographie
Henry Arland est le fils du compositeur Rolf Arland. Il apprend enfant à jouer de la clarinette. Il étudie à la Hochschule für Musik und Theater München puis devient professeur de l'école de musique de Prien am Chiemsee.
Au début des années 1960, il se fait connaître comme soliste mais aussi comme musicien accompagnant le Botho-Lucas-Chor.
Il se marie en 1979 et a deux enfants de ce mariage, Maxi et Hansi. En 1993, ils forment un trio qui prend la première place du Volkstümlichen Hitparade et participe au Grand Prix der Volksmusik 1994 qu'il remporte avec Echo der Berge, chanson écrite par Henry Arland.
Le répertoire du trio est fait de la musique folk, mais aussi du jazz, du blues et des mélodies d'opérette. Après la dissolution, leurs chemins s'écartent : Maxi devient chanteur de schlager et animateur de télévision tandis que Hansi, sous le nom de Solion, fonde le groupe de reggae Sunrise Tribe, pour lequel il est parolier et compositeur.
Lorsque le diplôme d'enseignant n'est pas reconnu à son compagne, Henry Arland démissionne de son poste de directeur de l'école de musique à Prien am Chiemsee. En 1995, ils s'installent à Berlin. Après leur mariage, ils viennent à Ahrensfelde.

## Source de la traduction
- (de) Cet article est partiellement ou en totalité issu de l’article de Wikipédia en allemand intitulé « Henry Arland » (voir la liste des auteurs).